# Дашкевич, Михаил Иродионович
Михаил (Митрофан) Иродионович Дашкевич (около 1863  г. — около 1930  г.) — архитектор, инженер , в 1893—1903 гг. был главным архитектором Харькова.

## Биография
В 1893—1903 гг. работал в Харькове городским архитектором .
В советское время работал в Харькове в организации «Окринж» (Окружной инженер), которая частично выполняла функции управления главного архитектора. Это учреждение существовало до 1932 года.

## Творчество
В настоящее время существующие здания, запроектированные Дашкевичем М. И., являются памятниками архитектуры Харькова.
- Конец ХІХ ст. - реконструкция дома княгини Ширинской-Шихматовой (арх. имов. Немкин В. Х. ) по Куликовскому спуску , 12. Охранный № 250.
- 1898 г. – реконструкция меблированных комнат (арх. Стрижевский Р. Я.) по ул. Екатеринославской (ныне Полтавский шлях , 52). Охранный №377.
- 1899 г. – жилой дом по ул. Чернышевской , 26. Охранный №120.
- 1900 г. – казарма Тамбовского полка по просп. Героев Харькова , 131. Охранный №453. Не сохранилось.
- 1900 г. – жилой дом по ул. Нетиченский , 29. Охранный №596. Авторство Дашкевича М. И. предположительно.
- 1903 г. – жилой дом по Куликовскому спуску, 16. Охранный № 252.
- 1903 г. – жилой дом по ул. Сумской , 84. Охранный №96.
- 1903 г. – надстройка особняка по ул. Садовой , 11 (арх. Харманский З. Ю.). Охранный №200.
- 1903 г. – жилой дом по ул. Москалевской , 2. Охранный №317. Авторство М. Дашкевича предположительно.
- 1905 г. – реконструкция Коммерческого клуба и оперного театра по ул. Рымарской , 21. Охранный №426.
- 1911 г. – реконструкция жилого дома (арх. Тон А. А. по просп. Героев Харькова, 44. Охранный № 339.
- 1913 г. – доходный дом на ул. Дарвина , 39. Охранный №176.
- 1926 г. – жилой дом писателей «Слово» на ул. Культуры , 9. Охранный №38.
- Также выполнил проект памятника В. Пащенко-Тряпкина для установки на Сергеевской площади (1895 г., не осуществлен).

## Галерея

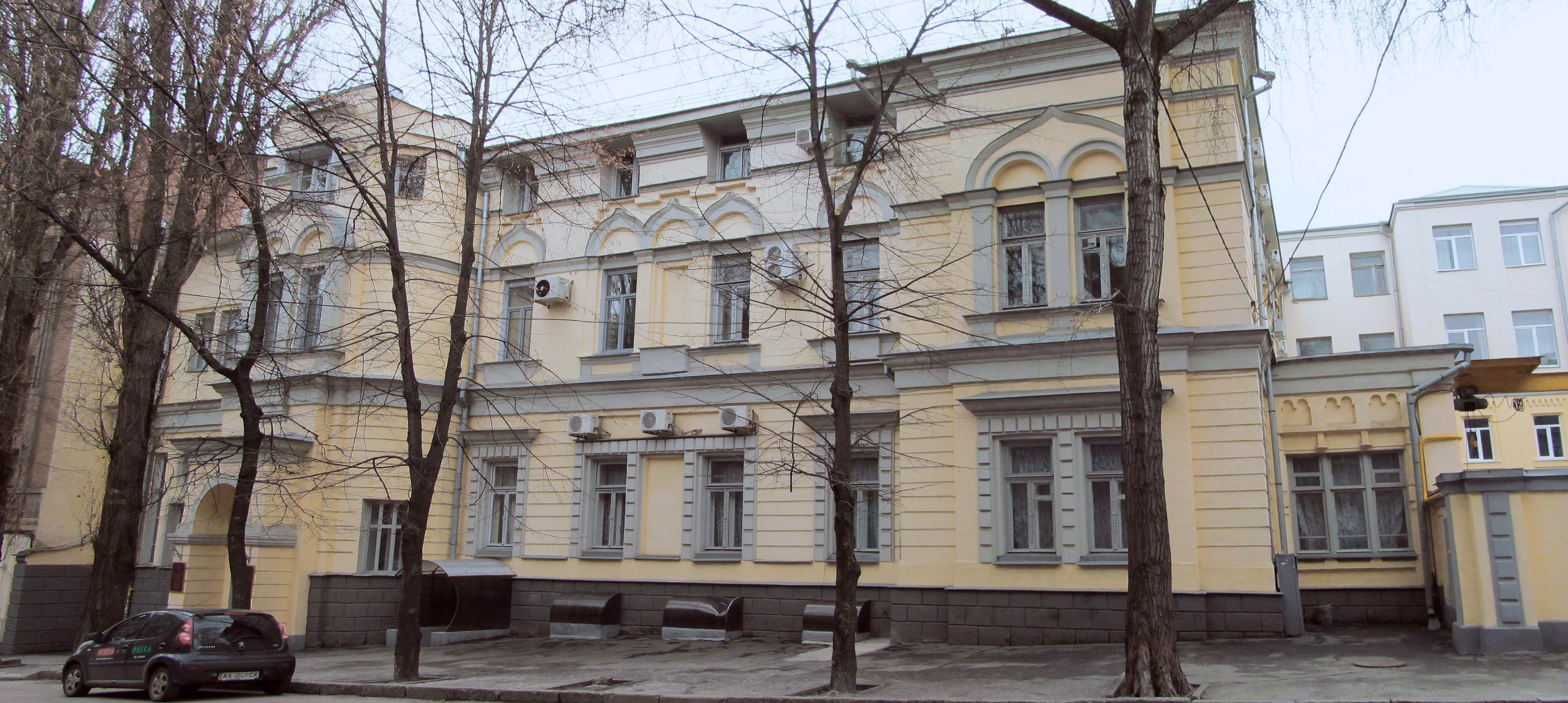
Реконструкция дома по Куликовскому спуску, 12
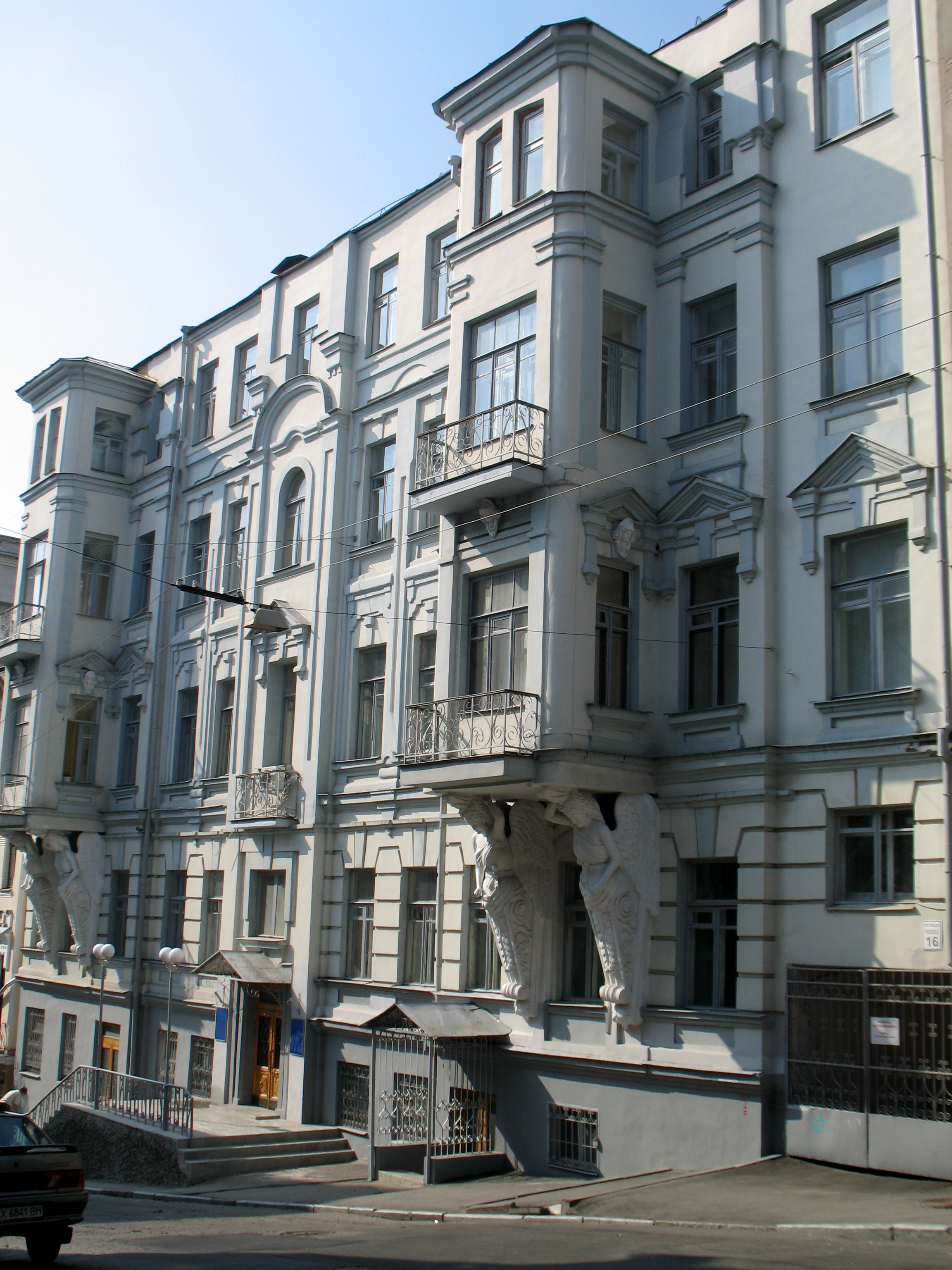
Жилой дом по Куликовскому спуску, 16
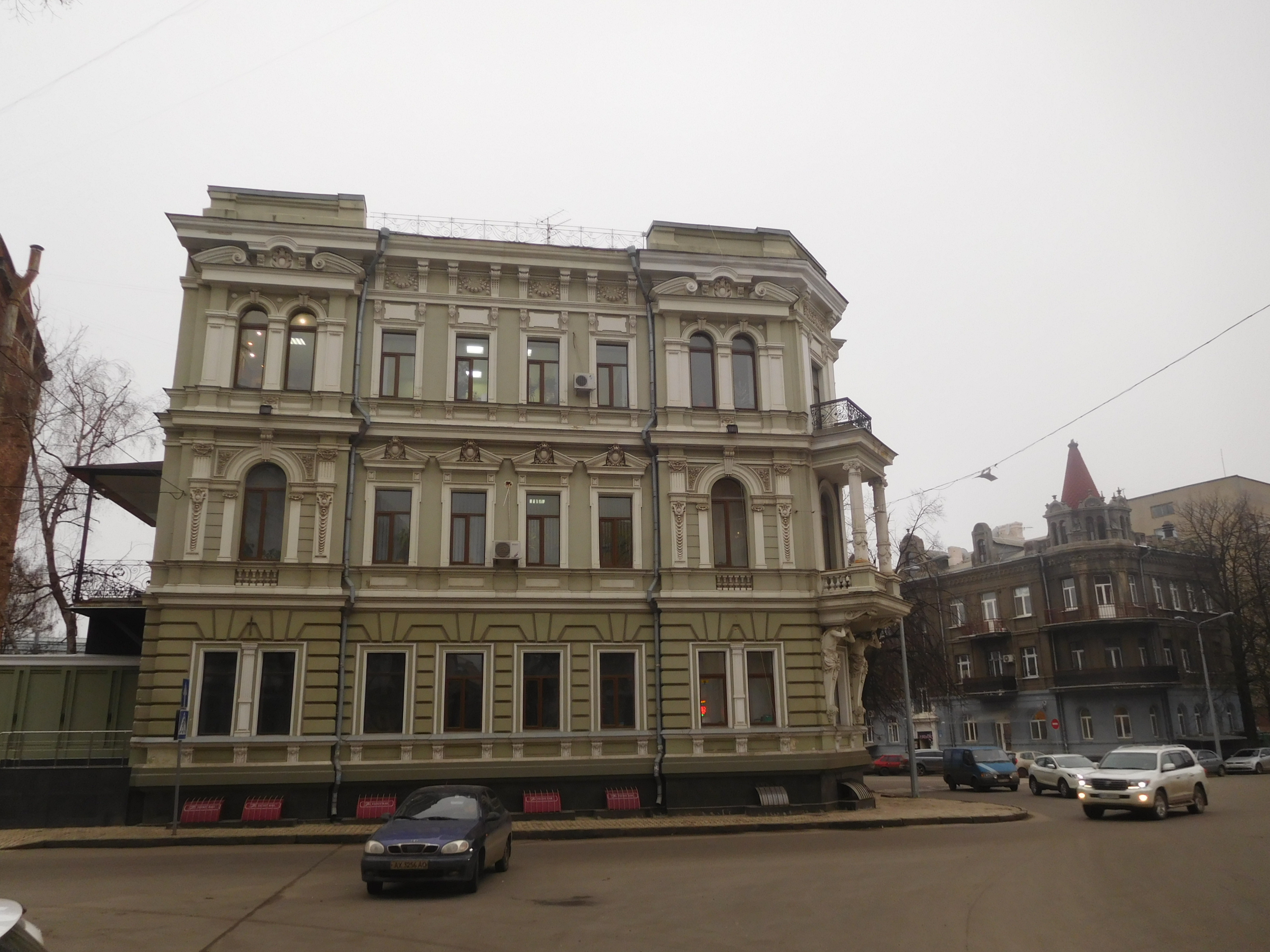
Жилой дом по улице Чернышевской, 26
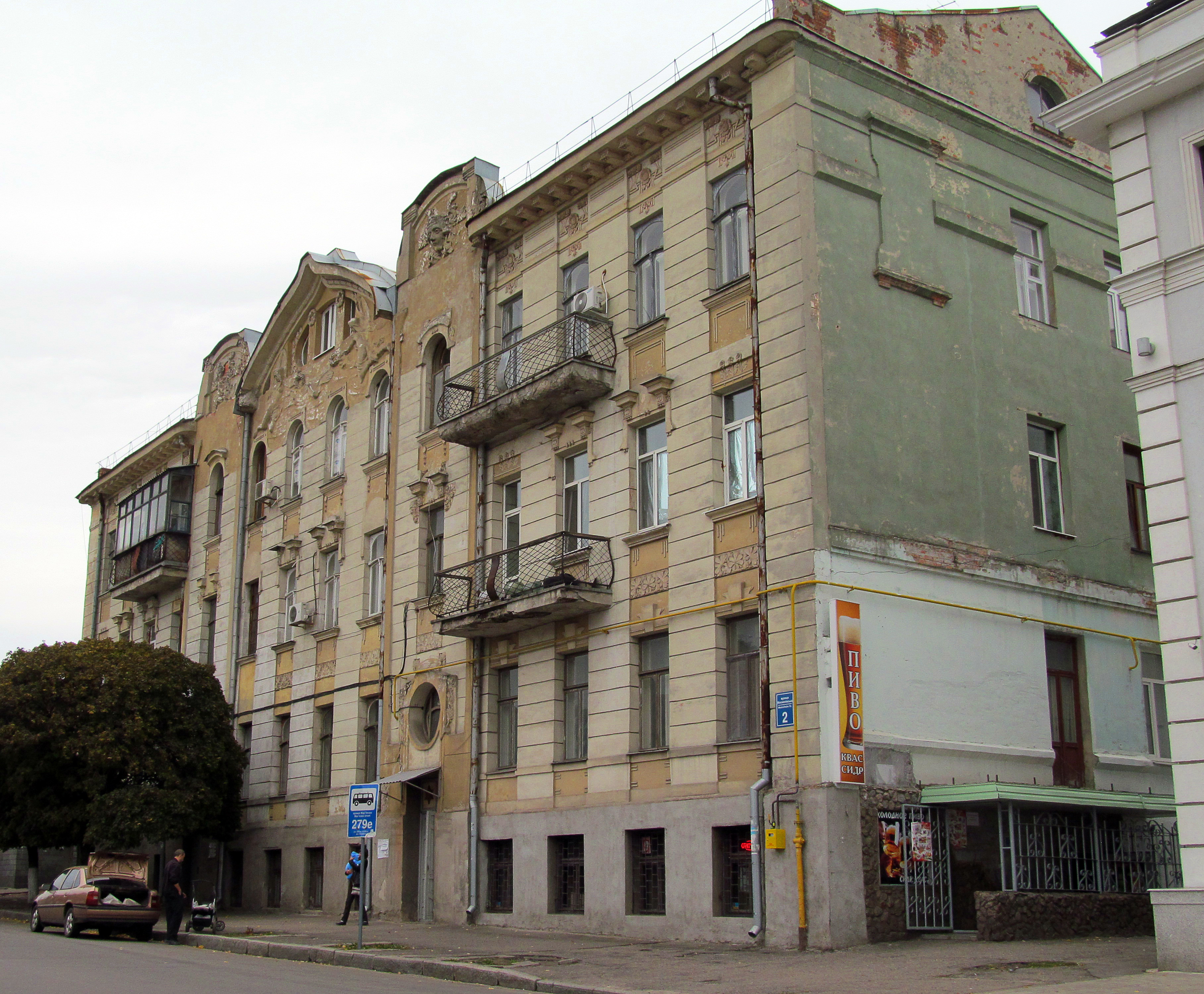
Жилой дом по улице Москалевской, 2
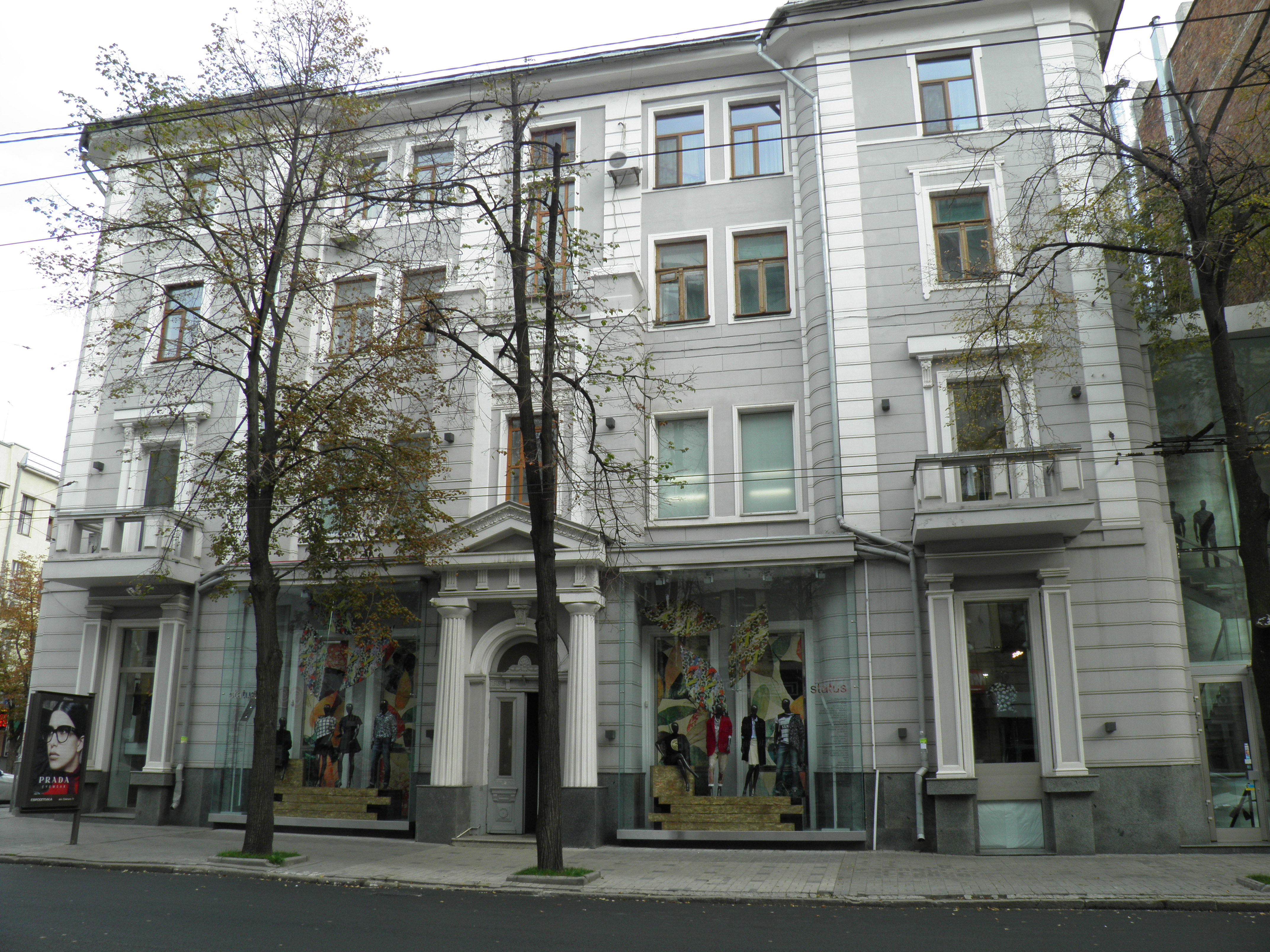
Жилой дом по улице Сумской, 84
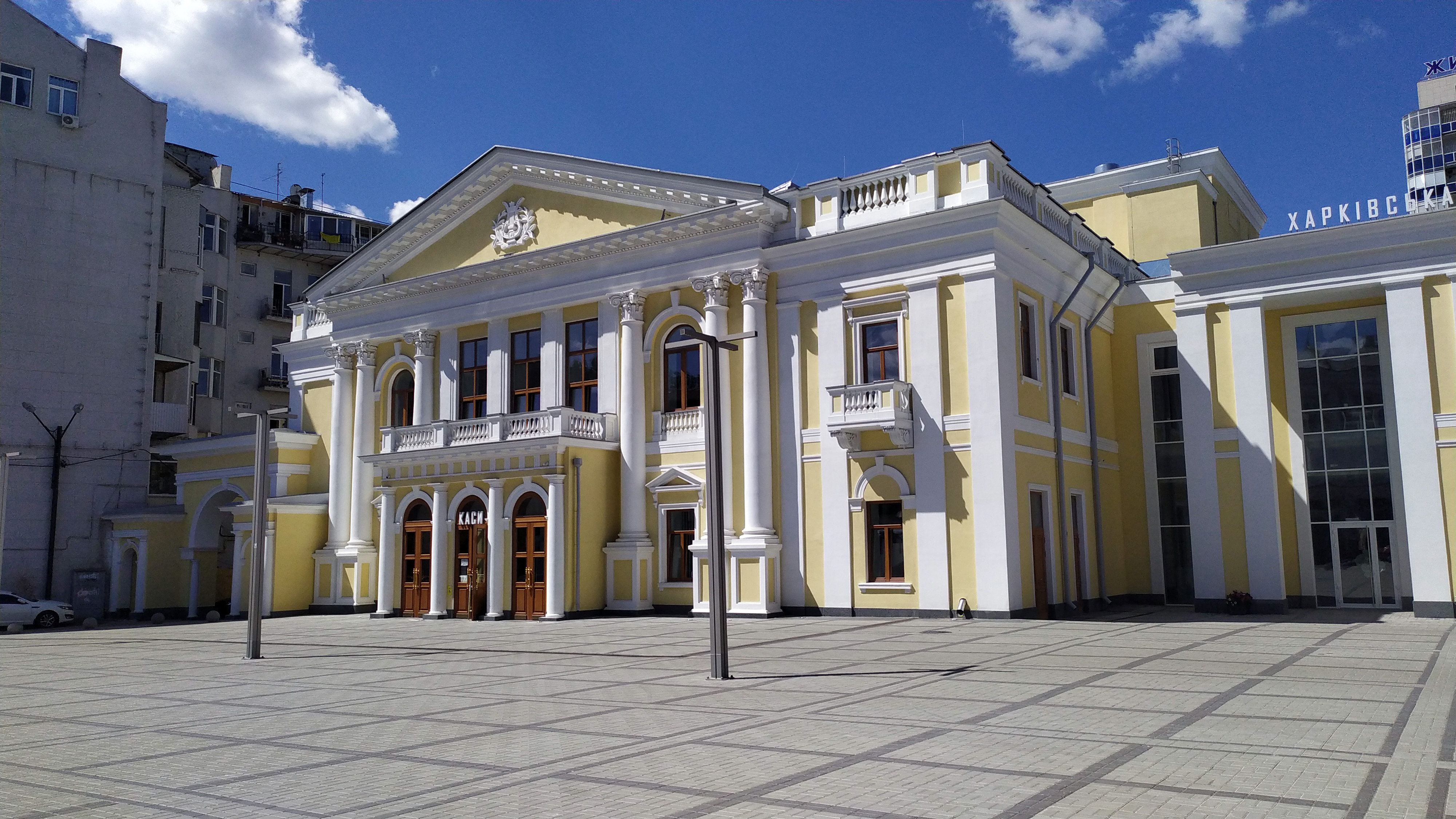
Реконструкция бывшего Коммерческого клуба и оперного театра по улице Рымарской, 21
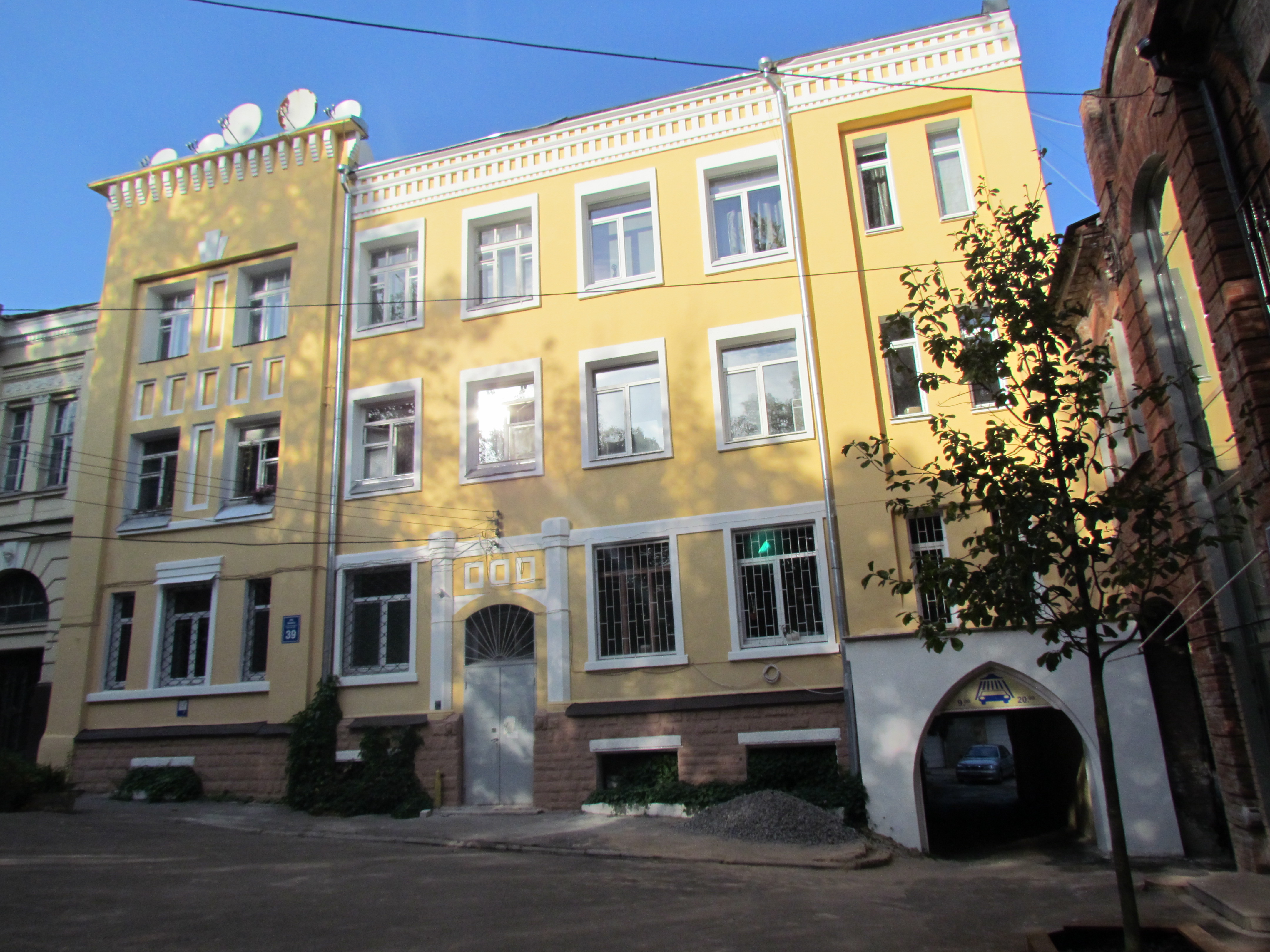
Доходный дом по улице Дарвина, 39
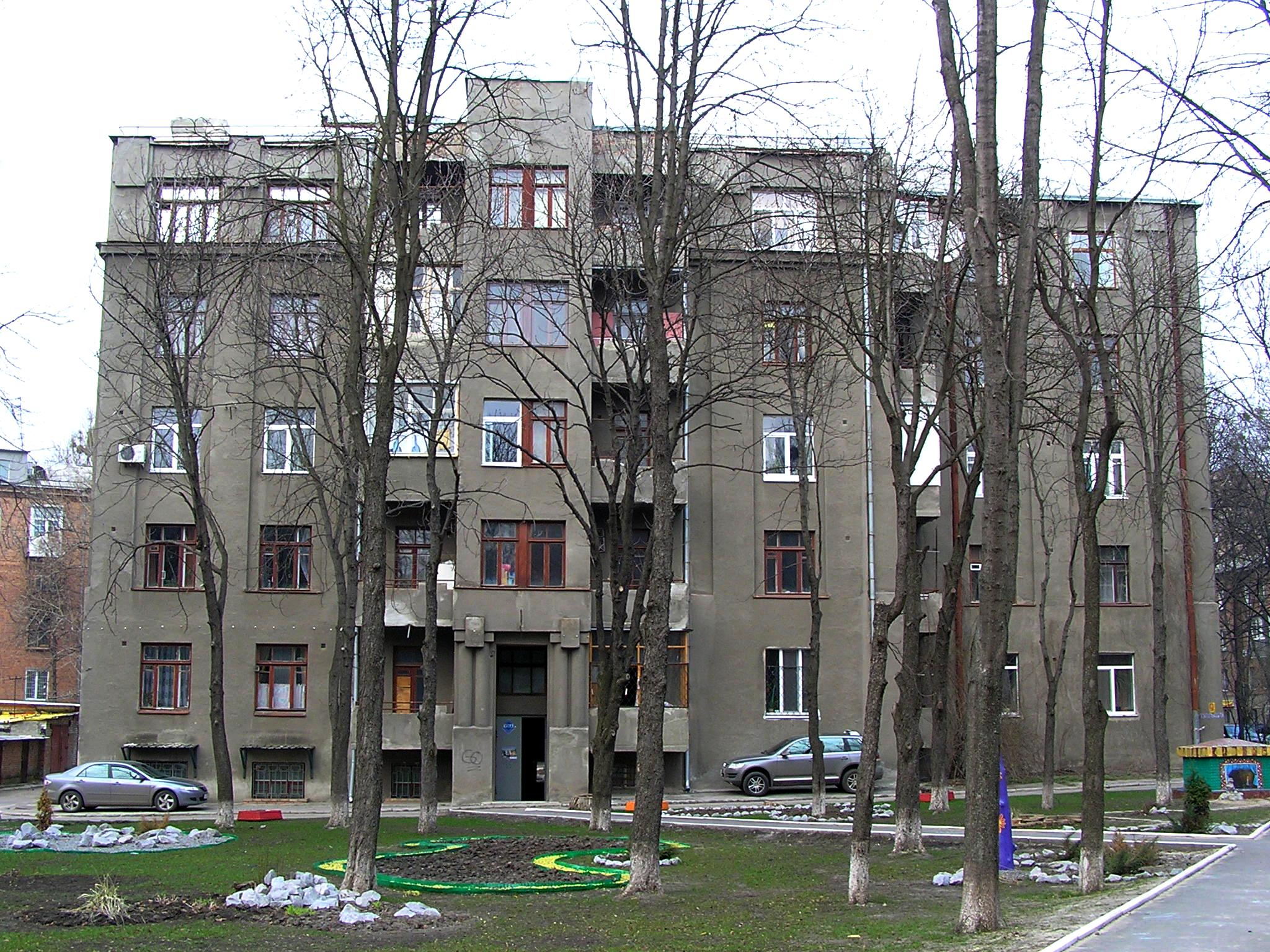
Дом "Слово" по улице Культуры, 9